# Lowell Weicker
Lowell Weicker (Neuilly-sur-Seine, 1931. május 16. – Middletown, 2023. június 28.) az Amerikai Egyesült Államok szenátora (Connecticut, 1971–1989).